# Plataforma Cívica (Rússia)
Plataforma Cívica (en rus: Гражданская Платформа, Grazhdanskaya Platforma), és un partit polític rus fundat el 4 de juny de 2012 per l'empresari i candidat presidencial Mijaíl Prójorov, un dels homes de negocis més rics de Rússia.
El partit es va formar amb 500 membres, el número mínim requerit per la llei perquè una formació política es registri a Rússia.

## Història
Mijaíl Prójorov va començar a participar en política al maig de 2011, quan es va anunciar que s'uniria al lideratge del partit polític proempresarial Causa Justa. Al juny, Prójorov va ser triat líder del partit. No obstant això, al setembre va renunciar a Causa Justa dient que era un 'partit de titelles del Kremlin'.
Al desembre de 2011, després de les eleccions legislatives, Prójorov va anunciar que es presentaria a les eleccions presidencials de 2012 contra Vladímir Putin com a candidat independent. Així, Prójorov va obtenir el 7,94% dels vots i va prometre crear un nou partit.
Inicialment l'objectiu de la Plataforma era participar en eleccions regionals i municipals de les grans ciutats del país, considerant que seria més fàcil accedir a quotes de poder que a nivell federal, on l'hegemonia de Rússia Unida complicava l'accés a noves formacions de dreta. Així, en els primers anys van obtenir 13 diputats regionals (2014) o l'alcaldia d'Iekaterinburg.
Al febrer de 2015, per a sorpresa d'alguns, membres de Plataforma Cívica van participar en les manifestacions "anti-Euromaidán" a Moscou, la qual cosa va provocar que Prójorov abandonés l'organització. A l'abril d'aquest any, Rifat Shaijutdinov va ser triat nou líder. Sota el seu lideratge, Plataforma Cívica va participar en les eleccions legislatives de 2016. Va obtenir un 0,2% dels vots i un escó en la Duma Estatal (obtingut per Shaijutdinov en un districte electoral).
L'11 de desembre de 2017, el líder de Plataforma Cívica Rifat Shaijutdinov va anunciar que el seu partit faria costat a l'actual president Vladímir Putin en les eleccions presidencials russes de 2018.

## Resultats electorals

### Duma Estatal
| Any  | Líder               | Vots    | %    | Escons  | +/– | Pos. | Govern        |
| ---- | ------------------- | ------- | ---- | ------- | --- | ---- | ------------- |
| 2016 | Rifat Shaykhutdinov | 115,433 | 0.22 | 1 / 450 |     | 13è  | Suport extern |
| 2021 | Rifat Shaykhutdinov | 86,964  | 0.15 | 1 / 450 | =   | 14è  | Suport extern |

### Presidencials
| Any  | Candidat                | 1a volta   | 1a volta    | 2a volta | 2a volta | Resultat |
| Any  | Candidat                | Vots       | %           | Vots     | %        | Resultat |
| ---- | ----------------------- | ---------- | ----------- | -------- | -------- | -------- |
| 2018 | Suport a Vladimir Putin | 56,430,712 | 76,69 / 100 | N/D      | N/D      | Elegit   |